# Гришак, Роман Геннадьевич
Рома́н Генна́дьевич Гриша́к (укр. Роман Геннадійович Гришак, позывной — Ангел; 21 мая 1988, Новоселица) — украинский военнослужащий, полковник, участник российско-украинской войны. Герой Украины (2022).   

## Биография
В 1999 году Роман Гришак окончил Лебединское медицинское училище имени профессора М. И. Ситенко по специальности фельдшер. В том же году начал службу по контракту в роте специального назначения воинской части 2276 Национальной гвардии Украины. После увольнения со службы он оставался на специальном учёте и добровольно пошёл на фронт во время первой волны мобилизации в 2014 году. Сначала служил в Сумском пограничном отряде, а весной 2014 года его подразделение было направлено на усиление Луганского пограничного отряда.
Позже он присоединился к 58-й отдельной мотопехотной бригаде оперативного командования «Север» Сухопутных войск Вооружённых сил Украины, где занял должность командира отделения противотанкового пулемётного взвода. В августе 2016 года участвовал в боях в районе города Авдеевка Ясиноватского района, где его подразделение удерживало позиции под миномётным и танковым огнём противника.
С 24 февраля 2022 года, в день начала полномасштабного вторжения России в Украину, штаб-сержант Роман Гришак получил приказ занять оборону на определённой точке и не допустить прорыва противника. Благодаря его уверенным и профессиональным действиям продвижение врага было неоднократно остановлено, а противнику нанесены значительные потери в живой силе и технике, особенно в районе Глухова, Батурина и других позиций в Сумской области.

## Награды
- Звание «Герой Украины» с удостоением ордена «Золотая Звезда» (26 марта 2022) — за личное мужество и героизм, проявленные в защите государственного суверенитета и территориальной целостности Украины, верность военной присяге[2].
- Орден «За мужество» III степени (3 мая 2019) — за личное мужество и самоотверженные действия, проявленные в защите государственного суверенитета и территориальной целостности Украины, верность военной присяге[3].